# Chorvatská liga ledního hokeje 1999/2000
Chorvatská liga ledního hokeje 1999/2000 byla devátou sezónou Chorvatské hokejové ligy v Chorvatsku, které se zúčastnily celkem 4 týmy. Ze soutěže se nesestupovalo.

## Systém soutěže
V základní části každé družstvo odehrálo 12 zápasů (2x venku a 2x doma). Všechny týmy po skončení základní části postoupily do playoff. Semifinále a finále se hrálo na 2 vítězná utkání, poražené týmy v semifinále hrály o třetí místo na tři vítězná utkání. Postupující do finále hráli taktéž na tři vítězná utkání.

## Základní část
| Vysvětlivka            |
| ---------------------- |
| Postupující do playoff |

| Poř. | Tým                | Z  | V | R | P  | VG  | OG  | B  |
| ---- | ------------------ | -- | - | - | -- | --- | --- | -- |
| 1.   | KHL Medveščak      | 12 | 9 | 1 | 2  | 120 | 32  | 19 |
| 2.   | KHL Zagreb         | 12 | 8 | 1 | 3  | 70  | 43  | 17 |
| 3.   | KHL Mladost Zagreb | 12 | 4 | 2 | 6  | 59  | 74  | 10 |
| 4.   | HK INA Sisak       | 12 | 1 | 0 | 11 | 44  | 144 | 2  |

## Playoff

### Pavouk
|  | Semifinále | Semifinále         | Semifinále |  |  | Finále | Finále        | Finále |
|  |            |                    |            |  |  |        |               |        |
|  | 1          | KHL Medveščak      | 2          |  |  |        |               |        |
|  | 4          | HK INA Sisak       | 0          |  |  |        |               |        |
|  |            |                    |            |  |  | 1      | KHL Medveščak | 3      |
|  |            |                    |            |  |  | 2      | KHL Zagreb    | 0      |
|  | 2          | KHL Zagreb         | 2          |  |  |        |               |        |
|  | 3          | KHL Mladost Zagreb | 0          |  |  |        |               |        |

### Semifinále
- KHL Medveščak – HK INA Sisak 2:0 (10:4,5:0 kontumace)
- KHL Zagreb – KHL Mladost Zagreb 2:0 (8:4,8:1)

### O třetí místo
- KHL Mladost Zagreb – HK INA Sisak 0:3 (4:7,5:8,5:7)

### Finále
- KHL Medveščak – KHL Zagreb 3:0 (5:1,5:2,4:3)